# La Cuenta
La Cuenta – szósty studyjny album francuskiego rapera Rohffa. Został wydany 13 grudnia, 2010 roku.
Album jest promowany singlami Dans ma werss, Rien à prouver, Dans tes yeux, Fais doucement z udziałem Zaho, Qui veut ma peau ? z udziałem Nicky B i Machine de guerre. 

## Teledyski
1. Dans ma werss (reż. Wahib Chehata)
2. Rien à prouver (reż. Charly Clodion)
3. Dans tes yeux (reż. Dam Koman)
4. Fais doucement feat. Zaho (reż. Wahib Chehata)

## Lista utworów
Opracowano na podstawie źródła.

### CD 1 (edycja podstawowa)
| Nr | Tytuł                  | Kompozytorzy   | Goście        | Czas |
| -- | ---------------------- | -------------- | ------------- | ---- |
| 1  | C'est comment ?        | Gee Futuristic |               | 3:53 |
| 2  | Rien à prouver         | Gee Futuristic |               | 4:02 |
| 3  | Next Level             | Wealstarr      | Wynter Gordon | 3:40 |
| 4  | On va le faire         | Blastar        |               | 4:13 |
| 5  | Tu pardonneras         | X-Plosive,     | Jena Lee      | 4:41 |
| 6  | Qui veut ma peau ?     | Gee Futuristic | Nicky B       | 5:19 |
| 7  | On fait le taf         | Dawty music    |               | 4:17 |
| 8  | Thug Mariage           | Carlito, Skalp | Indila        | 5:13 |
| 9  | Célibatard             | Dawty music    | J-Mi Sissoko  | 4:32 |
| 10 | Loup 2 la classe       | Dawty music    |               | 4:41 |
| 11 | La Cuenta              | Dawty music    | Lumidee       | 3:50 |
| 12 | Fais doucement         | Dawty music    | Zaho          | 3:55 |
| 13 | Trafiquant 2 classic   | Dawty music    |               | 3:47 |
| 14 | Dans ma werss          | SoFly          |               | 3:48 |
| 15 | Fais-moi la passe      | Architekt      | Karim Benzema | 4:10 |
| 16 | On peut pas tout avoir | Gee Futuristic | La Fouine     | 4:22 |
| 17 | Les choses simples     | Gee Futuristic |               | 4:03 |
| 18 | Revers de la médaille  | Dawty music    |               | 4:59 |

Sample
- "Rien à prouver"
  - "Run This Town (Remix)" - Lil Wayne
- "On va le faire"
  - "We Can Make It Baby" - The Originals

### CD 2 (Bonus Edition Collector Platinium)
| Nr | Tytuł                          | Kompozytorzy             | Goście              | Czas |
| -- | ------------------------------ | ------------------------ | ------------------- | ---- |
| 1  | Rohffvolution                  | Architekt                |                     | 3:47 |
| 2  | Machine de guerre              | Wealstarr                |                     | 4:21 |
| 3  | Anticonformiste                | Big Nas                  |                     | 4:18 |
| 4  | Dans tes yeux                  | Trackdilla               |                     | 4:35 |
| 5  | Dans ma werss (Version longue) | SoFly                    |                     | 5:41 |
| 6  | Animal                         | DJ Abdel, Gee Futuristic | Francisco L. Correa | 3:52 |